# Creu de terme de l'Ametlla de Segarra
La Creu de terme de l'Ametlla de Segarra és una creu de terme del poble de l'Ametlla de Segarra, al municipi de Montoliu de Segarra (Segarra) inclosa a l'Inventari del Patrimoni Arquitectònic de Catalunya.

## Descripció
És una creu situada a un costat de la plaça de la Bassa, tot seguint el carrer Major del poble. Aquesta se'ns presenta estructurada a partir de graonada, sòcol, fust o pilar, nus i la creu. El sòcol de secció octogonal, monolític i molt erosionat, i s'assenta sobre una graonada de planta quadrada .Sobre aquest sòcol, es disposa un fust vuitavat, monolític, al qual es sobreposa un nus, també vuitavat. Corona tota l'estructura, una creu motllurada que presenta als seus extrems un treball trevolat; també hi ha quatre lòbuls a la part interior del tronc de la creu. Finalment, es disposa a l'anvers de la creu una escultura d'una figura d'un Sant Crist crucificat.

## Història
Moltes creus van ser aixecades a cavall dels segles XVI-XVII, i s'emmarcarien en el context de l'època moderna dins de la pràctica habitual de bastir monuments cruciformes que es remunta als primers anys del cristianisme, i per aquest motiu era utilitzada per presidir la vida dels cristians i es podia trobar a les entrades de les poblacions com a senyal de protecció davant les pestes o calamitats. Moltes d'aquestes van ser enderrocades per la Guerra Civil. En el seu lloc, se'n van aixecar de noves, en el mateix indret de les primitives amb motiu de la Santa Missió, aprofitant la seva part inferior o el fust de les primitives, entre el període comprès entre 1940 i 1955.